# Masterpieces (HammerFall)
Masterpieces è una compilation del gruppo musicale heavy metal svedese HammerFall, pubblicato nel 2008 dalla Nuclear Blast.

## Il disco
Il disco consiste di 18 cover registrate dalla band. La copertina dell'album fa riferimento proprio alle band coverizzate dagli HammerFall, tra cui un logo dei Twisted Sister spruzzato con lo spray sul muro; uno scudo con il logo dei Warlord; una pietra con il logo dei Pretty Maids; una zucca (Helloween); una bandiera del Sole Nascente giapponese (Loudness); un braccio che tiene una chitarra sepolta nel terreno (Rising Force); un logo "E" di Europe; un rasoio con scritto acciaio svedese (Judas Priest) e un cartello che indica Detroit in riferimento a "Detroit Rock City" dei KISS. Il cartello "Park Av." è un riferimento a "Youth Gone Wild" degli Skid Row, che contiene il testo "I tell ya Park Avenue leads to Skid Row". Lo zombie dai capelli verdi proviene dalla copertina dell'album "Eternal Dark" dei Picture e la bandiera svedese si riferisce alla rappresentazione della Svezia da parte di Roger Pontare all'Eurovision Song Contest del 2000. 

## Tracce
1. "Child of the Damned" (Tsamis) (Warlord) – 3:42
2. "Ravenlord (Spengler) (Stormwitch)" – 3:31
3. "Eternal Dark" (Lovell/Jaarsveld/Vreugdenhil/Manen/Bakker) (Picture) – 3:07
4. "Back to Back" (Hammer/Owen/Atkins) (Pretty Maids) - 3:39
5. "I Want Out" (Hansen) (Helloween) – 4:36
6. "Man on the Silver Mountain" (Blackmore/Dio) (Rainbow) –5:55
7. "Head Over Heels" (Accept/Deaffy) – (Accept) – 4:35
8. "Run With the Devil" (Wahlquist) (Heavy Load) – 5:13
9. "We're Gonna Make it" (Snyder) (Twisted Sister) – 3:33
10. "Breaking the Law" (Downing/Tipton/Halford) (Judas Priest) - 2:48
11. "Angel of Mercy" (Chastain) (Chastain) – 5:38
12. "Rising Force" (Malmsteen/Turner) (Yngwie J. Malmsteen) – 4:31
13. "Detroit Rock City" (Stanley/Ezrin) – (Kiss) – 3:53
14. "Crazy Nights" (Takasaki/Nihara) – (Loudness) – 3:38
15. "När vindarna viskar mitt namn" (Holmstrand/Jansson/Dahl) – (Roger Pontare)
16. "Flight of the Warrior" (Reale/Van Stavern/Moore) – (Riot) [1]
17. "Youth Gone Wild" (Bolan/Sabo) – (Skid Row) [1]
18. "Aphasia" (Norum) – (Europe) [1]

1. 1 2 3  Inedite

## Formazione
- Joacim Cans - voce
- Oscar Dronjak - chitarra, cori
- Stefan Elmgren - chitarra
- Fredrik Larsson - basso
- Anders Johansson - batteria